# Posta (Pirna)

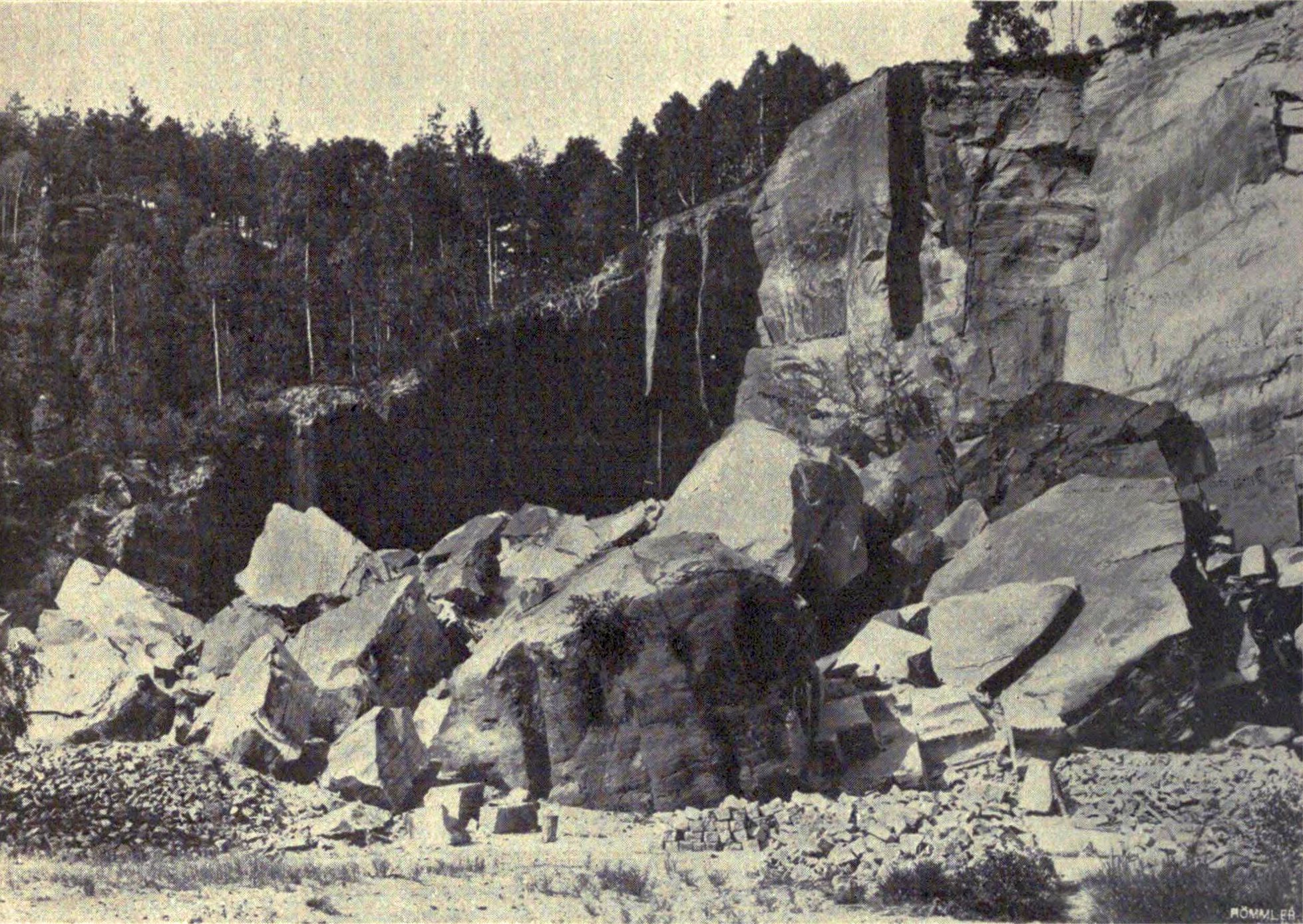
Steinbruch in Posta um 1900

Posta ist seit 1922 ein rechtselbischer Stadtteil von Pirna im Landkreis Sächsische Schweiz-Osterzgebirge und besteht aus Ober- und Niederposta.
Niederposta wurde erstmals 1417 und Oberposta erstmals 1547 erwähnt.
Die früheren Fischer- und Steinbrechersiedlungen sind heute ruhig gelegene Wohnorte.